# Ueki Masaaki
Masaaki Ueki (sinh ngày 23 tháng 7 năm 1974) là một cầu thủ bóng đá người Nhật Bản.

## Sự nghiệp câu lạc bộ
Masaaki Ueki đã từng chơi cho Kashima Antlers.